# Quai des Orfèvres (film)
Pour les articles homonymes, voir Quai des Orfèvres (homonymie).
Pour plus de détails, voir Fiche technique et Distribution.

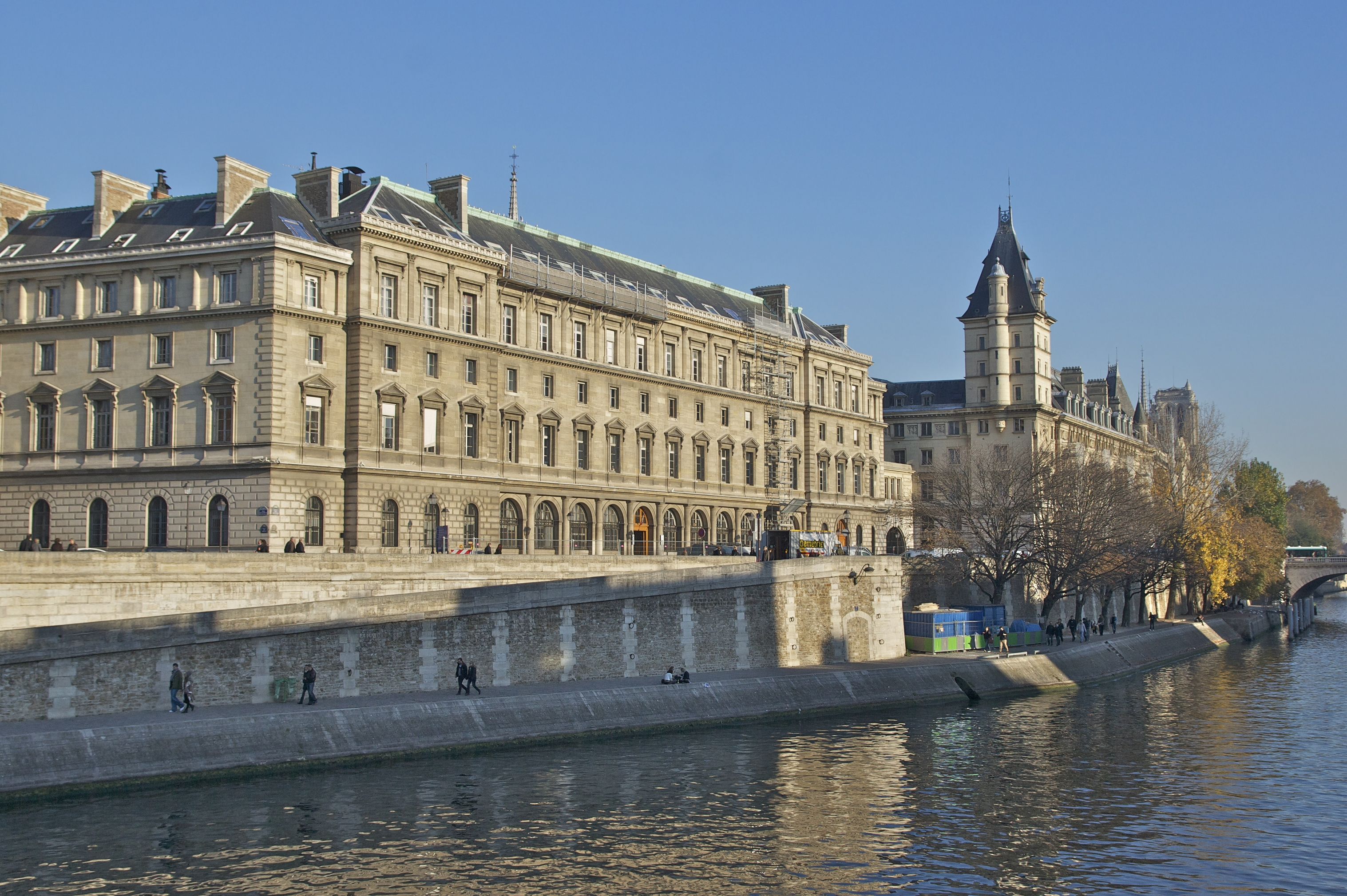

Quai des Orfèvres est un film français réalisé par Henri-Georges Clouzot en 1947, adapté de Légitime Défense, roman policier de l'auteur belge Stanislas-André Steeman, paru en Belgique en 1942.
Le film présente dans le Paris de l'immédiat après-guerre, la jeune chanteuse Jenny Lamour qui « use » parfois de ses charmes — notamment auprès d'un vieillard libidineux influent, Brignon — pour se faire une place dans le milieu du music-hall. Son mari, Maurice Martineau — un brave garçon, modeste pianiste évoluant lui aussi dans le milieu du music-hall —  profère par jalousie des menaces de mort envers le septuagénaire qui est retrouvé assassiné peu après. L'inspecteur principal-adjoint Antoine, un flic désabusé et humain du Quai des Orfèvres, est chargé de l'enquête.

## Synopsis
Jenny Lamour, petite chanteuse de cabaret dans le Paris de l'après-guerre, a de grandes ambitions. Elle est mariée à Maurice Martineau, un jeune bourgeois qui s'est fâché avec sa famille pour l'épouser et qui est devenu son pianiste accompagnateur. Les époux s'aiment mais se querellent fréquemment à cause de la légèreté de Jenny et de la jalousie de Maurice. Leurs problèmes conjugaux commencent réellement lorsque Jenny, par arrivisme, décide de s'attirer les faveurs du vieux Brignon, un vieil homme riche et pervers, qu'elle croit pouvoir manipuler afin de se lancer dans le cinéma. Furieux, Maurice profère des menaces de mort à l'égard du septuagénaire et, lorsqu'il apprend qu'il a donné rendez-vous à sa femme à son domicile, il se confectionne hâtivement un alibi et débarque chez lui avec l'intention de le tuer. Or, il trouve le travail déjà fait, Jenny absente et sa voiture volée. Ce que Maurice ne sait pas c'est que Jenny, offusquée par les avances du vieil homme, l'a assommé avec une bouteille de champagne et s'est enfuie le croyant mort. Terrifiée, la jeune femme s'est réfugiée chez sa voisine et confidente : Dora, une photographe d'art et amie d'enfance de son mari. Dora, qui aime Jenny en secret (alors que Jenny la soupçonne de convoiter Maurice), la convainc de ne rien dire à personne et va elle-même chez Brignon effacer les empreintes de Jenny et chercher les renards que son amie avait oubliés. Peu après, Maurice se rend chez Dora et lui raconte lui aussi son « histoire ». Dora, par fidélité tant envers Jenny que Maurice, décide de se taire.
L'inspecteur principal-adjoint Antoine, de la Brigade criminelle de la Préfecture de police de Paris — un ancien sous-officier de l'Infanterie coloniale qui vit seul avec son petit garçon métis qu'il élève tendrement — est chargé d'enquêter sur le meurtre de Brignon. En fouillant dans les connaissances de Brignon, Antoine est vite amené à s'intéresser à Dora (qui photographiait pour le vieil homme des jeunes filles dénudées) mais aussi à Jenny et à Maurice. Il apprend notamment que Maurice a menacé Brignon de mort et que son alibi (il a passé la soirée au théâtre) peut facilement être démonté. Quand les présomptions de l'Inspecteur se transforment en certitudes et montrent que le jeune homme — tout comme sa femme — a menti, la vie du couple est alors prise dans l'engrenage judiciaire. Désespérée, Jenny est décidée à se dénoncer mais Dora l'en empêche.
Le soir de Noël, Maurice, convoqué à la Brigade criminelle, est interrogé sans relâche. Poussé à bout, il avoue être allé chez Brignon le soir du meurtre mais clame l'avoir trouvé mort. Comme personne ne semble le croire il est placé en garde à vue et il s'ouvre les veines dans sa geôle. Confrontée à ce drame, Jenny avoue toute l'histoire à Antoine, mais Dora, résolue à protéger son amie jusqu'au bout, affirme que c'est elle la meurtrière ; l'inspecteur Antoine lui apprend alors que Jenny n'est pas la coupable : le vrai meurtrier est Paulo, le voleur de la voiture de Martineau qui, venu chez Brignon pour le cambrioler et pris de panique en voyant le vieil homme ensanglanté se ruer sur lui, l'a abattu. L'inspecteur Antoine — qui a deviné l'amour de Dora pour Jenny — compatit avec fatalisme à cette idylle condamnée à demeurer secrète et, souriant avec paternalisme, lui dit que ses deux amis sont sauvés.
Le matin de Noël, Jenny rentre du Quai des Orfèvres avec un Maurice très affaibli mais qui a survécu. Leur amour est devenu plus profond et ils sont décidés à reprendre une vie normale et heureuse. Ils reçoivent cependant une dernière visite d'Antoine qui rapporte les fameux « renards » de Jenny et convoque Maurice au Quai des Orfèvres pour le lendemain mais comme simple témoin. Le couple voit alors Antoine et son fils s'éloigner dans la neige vers le fameux « casse-croûte au bistrot » que le policier lui promettait depuis longtemps.

## Fiche technique
- Titre : Quai des Orfèvres
- Réalisation : Henri-Georges Clouzot, assisté de Serge Vallin
- Scénario : Henri-Georges Clouzot et Jean Ferry d'après le roman Légitime Défense de Stanislas-André Steeman
  - Dialogues : Henri-Georges Clouzot
- Musique : Francis Lopez et Albert Lasry
  - Chansons : Avec son tralala et Danse avec moi
    - Interprétation : Suzy Delair
    - Paroles : André Hornez, Francis Lopez
- Décors : Max Douy
- Costumes : Jacques Fath
- Photographie : Armand Thirard
- Photographe de plateau : Lucienne Chevert
- Opérateur : Louis Née
- Son : William-Robert Sivel
- Montage : Charles Bretoneiche
- Société de production : Majestic Films
- Société de distribution : Corona (devenu ensuite Ciné-France)
- Pays d'origine :  France
- Langue originale : français
- Format : noir et blanc - 35 mm - 1,37:1 - son mono
- Genre : drame , policier, mélodrame
- Durée : 105 minutes
- Dates de sortie :
  - Italie : 8 septembre 1947 (Mostra de Venise)
  - France : 3 octobre 1947 (sortie initiale) ; 18 octobre 2000 (version restaurée)

## Distribution
Nota : Malgré un rôle bien identifié, le jeune enfant métis qui joue le fils de l'inspecteur n'est jamais crédité, et son nom est considéré comme ignoré.
- Louis Jouvet : l'inspecteur principal adjoint Antoine
- Simone Renant : Dora Monnier, la photographe
- Bernard Blier : Maurice Martineau, le mari de Jenny Lamour
- Suzy Delair : Marguerite Chauffourier, dite Jenny Lamour, la femme de Maurice
- Pierre Larquey : Émile Lefort, le taxi
- Jeanne Fusier-Gir : Pâquerette, la dame du vestiaire de l'Eden
- Claudine Dupuis : Manon, la prostituée sous les verrous
- Charles Dullin : Georges Brignon, l'homme d'affaires
- Henri Arius : Léopardi, auteur-compositeur
- Charles Blavette : Poitevin, l'employé des chemins de fer
- René Blancard : le commissaire divisionnaire chef de la brigade criminelle
- Robert Dalban : Paulo, ferrailleur et mauvais garçon
- Jean Daurand : l'inspecteur Picard
- Jean Dunot : Nitram, le chanteur comique qui répète
- Jacques Grétillat : Auguste, de l'agence artistique
- Gilberte Géniat : Mme Beauvoir, la concierge
- Gabriel Gobin ou Gabriel Gobain : le patron du café
- François Joux : l'officier de police Faillard
- Léo Lapara : l'inspecteur Marchetti
- Henri Niel : l'inspecteur à la dinde de Noël
- André Numès Fils : l'inspecteur comptable
- G. Peran ou Claude Peran : le magicien du cirque Medrano
- Annette Poivre : Madeleine, la standardiste
- Georges Pally : Poiret, le régisseur de l'Eden
- Fernand René : Mareuil, le directeur de l'Eden
- Jean Sinoël : le vieux journaliste
- Charles Vissières : Fallourd, ancien chanteur
- L'orchestre tzigane de Paul Toscano
- Raymond Bussières : Albert, le truand arrêté
- Dora Doll : Léa, la petite amie de Paulo (non créditée)
- Joëlle Bernard : Ginette, la chanteuse réaliste (non créditée)
- Paul Demange : l'inspecteur qui arrête Albert (non crédité)
- Bob Ingarao : un inspecteur (non crédité)
- Jean Hebey : l'excentrique dans les couloirs de l'Eden (non crédité)
- Franck Maurice : l'inspecteur Dietrich (non crédité)
- René Lacourt : un serveur de café (non crédité)
- Michel Seldow : Valtone, le prestidigitateur de l'Eden (non crédité)
- Jean Sylvère : l'inspecteur au sapin de Noël (non crédité)
- Charles Lavialle : un inspecteur (non crédité)
- Raphaël Patorni : un inspecteur au bistrot (non crédité)
- Marcel Rouzé (non crédité)
- Paul Temps (non crédité)
- Palmyre Levasseur (non créditée)
- Claire Olivier (non créditée)
- Christian Marquand (non crédité)
- Yvonne Claudie (non créditée)
- Édouard Francomme (non crédité)
- Guy Rapp (non crédité)
- Sacha Tarride (non crédité)
- Solange Podell, une serveuse (non crédité)

## Commentaires
- Clouzot est frappé, à la Libération, d'une interdiction de travail à vie, à cause de son deuxième film, Le Corbeau. L'action de ses défenseurs ayant porté ses fruits, Quai des Orfèvres marque son retour à la réalisation.
- Le titre de travail du film était Joyeux Noël.
- Le tournage a eu lieu du 3 février au 10 mai 1947, aux studios de Neuilly et Saint-Maurice, ainsi qu'en extérieur à Paris. Une scène est tournée autour de la station de métro Passy et une autre au restaurant Lapérouse[2]. Maurice et Jenny habitent au 22, rue des Bourdonnais. On reconnaît la porte cochère arrondie qui donne sur la rue à cette adresse ; par ailleurs l'immense marché alimentaire des Halles se trouvait alors à moins de 100m, et l'on aperçoit lorsque les héros rentrent chez eux des employés occupés à la manutention des légumes.
- C'est sur le tournage de ce film que Clouzot rencontre sa future femme, Vera, à l'époque épouse de l'acteur Léo Lapara qui tenait un rôle dans le film.
- Bourvil apparaît sur une photo dans le cabaret. Le jeune acteur, alors âgé de 30 ans, avait déjà 3 films à son actif.
- À Paris, la police judiciaire avait son adresse au no 36 du quai des Orfèvres jusqu'en octobre 2017. Cette adresse a donné lieu à un autre titre de film : 36 quai des Orfèvres d'Olivier Marchal (2004).
- Le nom de Martineau est réutilisé dans Garde à vue, dont l'action se déroule aussi un soir de réveillon, lors de l'interrogatoire d'un suspect.

## Distinctions
Sauf indication contraire, les informations mentionnées dans cette section peuvent être confirmées par la base de données cinématographiques IMDb,  présente dans la section « Liens externes ».
- Mostra de Venise 1947 : prix international de la mise en scène
- Prix Edgar-Allan-Poe 1949 : meilleur film étranger